# Десантные катера проектов LCU-1610, LCU-1627, LCU-1646
Десантные катера типа LCU-1610 используются амфибийными силами ВМС США для транспортировки оборудования и войск морской пехоты с десантных кораблей на берег, а также для выполнения гуманитарных операций. 
LCU-1610 на 2008 г. являются одними из наиболее крупных десантных катеров.

Десантные катера LCU-1610 могут эксплуатироваться на десантных кораблях типов «Тарава» (по четыре катера LCU-1610), «Уосп» (по 4 катера), «Уидби Айленд» (по 3) и «Сан-Антонио» (по 2 катера LCU-1610).
Катера LCU-1610 имеют носовую аппарель для погрузки/разгрузки грузов десанта и способны перевезти за 1 рейс с десантного корабля на берег до 180 тонн груза, или 2 основных боевых танка M1 или 3 БМП M2 «Бредли», или до 400 человек десанта.